# لینوکس برای پلی‌استیشن ۲
لینوکس برای پلی استیشن ۲ (یا لینوکس PS2) کیتی است که توسط سونی اینتراکتیو انترتینمنت در سال ۲۰۰۲ منتشر شد که به کنسول پلی استیشن ۲ اجازه می‌دهد تا از آن به عنوان یک رایانه شخصی استفاده شود.
سایت رسمی این پروژه در پایان اکتبر ۲۰۰۹ بسته شد.